# 前代田町 (前橋市)
前代田町（まえしろたまち）は、群馬県前橋市の旧町名である。
現在の紅雲町二丁目、表町一丁目、表町二丁目、南町三丁目にあたる。1967年（昭和42年）の住居表示の実施により、紅雲町二丁目、表町一丁目、表町二丁目、南町三丁目の各一部となった。

## 地理
前橋市の中部に位置していた。

## 歴史
江戸時代頃からある地名であり、前橋藩領だった。町人町である桑町、竪町、連雀町、横町（のちの横山町）、板屋町（のちの立川町）、田町、田新町（のちの田町）が区割され、前橋城下に編入された。
1967年（昭和42年）の住居表示の実施に伴う町名変更により、南町三丁目の一部となり消滅した。

### 年表
- 1889年 町村制施行により前代田村は大半が東群馬郡上川淵村に、一部が前橋町になった。
- 1892年 前橋の市制施行に伴い前橋市の大字前代田となる。
- 1901年 上川淵村の大字前代田が周辺地区とともに前橋市へ編入する
- 1951年 前橋市の大字から前橋市の町名となったため前橋市前代田町となる。
- 1966年 住居表示の実施に伴う町名変更により、一部が紅雲町二丁目、表町一丁目、表町二丁目の各一部となる。
- 1967年 住居表示の実施に伴う町名変更により、全域が南町三丁目の一部となり消滅。